# Arnaud Bovolenta
Arnaud Bovolenta (Albertville, 6 settembre 1988) è uno sciatore freestyle francese, specialista dello ski cross.

## Biografia
Ha debuttato in Coppa del Mondo il 16 gennaio 2008 a Flaine, giungendo 44º nello ski cross in programma.
In carriera ha partecipato a un'edizione dei Giochi olimpici invernali, Soči 2014 (2º nello ski cross), e a due dei Campionati mondiali (10º a Kreischberg 2015 il miglior risultato).

## Palmarès

### Olimpiadi
- 1 medaglia:
  - 1 argento (ski cross a Soči 2014)

### Coppa del Mondo
- Miglior piazzamento in classifica generale: 47º nel 2015